# Aranysombrero
A baseballban az aranysombrero az, amikor egy játékos négy strikeoutot szed össze egy mérkőzés alatt.

## A kifejezés eredete
A kifejezés a hat trick („kalaptrükk”) kifejezésből ered, és mivel a négy nagyobb szám mint a három, ezért a négy strikeoutos teljesítményre értelemszerűen nagyobb fejfedővel kell hivatkozni. A kifejezést Carmelo Martínez San Diego Padres-játékos találta ki az 1980-as években, nyomtatásban először 1984-ben jelent meg, amikor Leon Durhamet idézték.
Az „olimpiai gyűrűk” vagy platinasombrero kifejezéseket akkor használják, ha egy játékos öt strikeout jegyez egy mérkőzés alatt, míg a szarv (horn, Sam Horn Baltimore Orioles-játékosról elnevezve, aki 1991-ben egy extrajátékrészés mérkőzésen teljesítette ezt), titánsombrero vagy dupla platinasombrero kifejezéseket pedig a hat strikeoutot jegyző játékosokra használják. A hat strikeoutos játékosoknál használt „Horn” kifejezést Mike Flanagan Orioles-játékos találta ki Horn hat strikeoutos játéka után.

## A Major League Baseballban
Kizárólag Sammy Sosa és Ray Lankford az, aki több mint kétszer ért el platinasombrerót Major League Baseball-mérkőzések során. Kizárólag nyolc olyan játékos van, aki hat strikeoutot jegyzett. Mind a nyolcnak extra játékrészekre volt szüksége a titánsombrero eléréséhez, a kilenc játékrészes strikeoutrekord öt strikeout.
2009. augusztus 4-én Evan Longoria Tampa Bay Rays-harmadik védő 6-ból 2 találatot jegyzett, az aranysombrero mellett két hazafutást ütött. A második hazafutás walk off hazafutás volt.  Ezt 2013. április 30-án Brandon Moss Oakland Athletics-játékos is teljesítette a Los Angeles Angels csapatával szemben. Az élénklabda-korszak alatt kizárólag Longoria és Moss az, aki egy mérkőzés alatt a négy strikeout mellett két hazafutást is beütött, melyekből a második egyben walk-off találat is.
2014. május 29-én egy New York Mets elleni mérkőzésen Ryan Howard Philadelphia Phillies-játékos megszerezte a pályafutása 24. aranysombreróját, megdöntve ezzel Reggie Jackson MLB-rekordját.
2015. május 29-én Derek Norris San Diego Padres-elkapó az első négy lapkán való megjelenésénél négy strikeoutot jegyzett, majd walk-off grand slamet ütött, ezzel ő lett az MLB modernkori történelmének első olyan játékosa, aki egy mérkőzés alatt az aranysombrero mellett egy walk-off grand slamet is jegyzett.
2016. július 30-án Alex Rodriguez New York Yankees-játékos az első olyan MLB-játékos lett, aki 40 éves kora felett, illetve 20 éves kora alatt is szerzett aranysombrerót.
2017. június 13-án Ian Happ Chicago Cubs-második védőnek 5-ből 1 találata volt, az aranysombrero mellé egy grand slamet is szerzett.
2017. július 25-én Javier Baez Chicago Cubs-belső védő 5-ből egyetlen találatot sem jegyzett, ezzel platinasombrerót érve el. Ugyanazon a napon Nelson Cruz Seattle Mariners-kijelölt ütő szintén 6-ból 0 találatot és öt strikeoutot ért el, ezzel kiérdemelve a platinasomberót. Ezzel először fordult elő a Major League történelmében, hogy két játékos két külön csapatból platinasombrerót kapott egyazon napon (habár az extrajátékrészek miatt Cruz ötödik strikeoutja már július 26-án történt).
2017. október 11-én Kris Bryant Chicago Cubs-harmadik védő 4-ből 0 találatot szerzett, aranysombrerót szerezve ezzel. Ugyanazon a napon Aaron Judge New York Yankees-jobb külsős 5-ből egyetlen találatot sem jegyzett, és aranysombrerót kapott, ami már a harmadik volt, amit az ALDS-en szerzett, ezzel ő lett az első játékos 1903 óta, aki elérte ezt.
2017-ben már a World Series előtt beállították a rájátszás alatti 1997-es aranysombrero-rekordot. Ennek okaként a kezdődobók felváltóként való egyre gyakoribb alkalmazását emelték ki.
2018. április 3-án Giancarlo Stanton platinasombrerót szerzett a New York Yankees csapatában eltöltött első szezonjának első hazai játékán, pedig az előző szezonban hazafutások tekintetében vezette az egész MLB-t és a Nemzeti Liga legértékesebb játékosának járó díját is kiérdemelte. Stantont az ötödik strikeoutja után lecserélték, a pályáról való távozása során kifütyülték. Öt nappal később az MLB első olyan játékosa lett, aki egyetlen szezon alatt két platinasombrerót is szerzett, amikor 7-ből 0 találatot szerzett a Baltimore Orioles csapata ellen. Stanton később a 2018-as American League Division Series első mérkőzésén, a második rájátszásbeli meccsén egy aranysombrerót is szerzett.
2018. június 4-én Aaron Judge platinasombrerót szerzett, illetve egy a Detroit Tigers csapata elleni doubleheader alatt nyolc strikeoutot kapott, ezzel új MLB-rekordot beállítva.
2018. július 9-én Dustin Fowler Oakland Athletics-külső védő platinasombrerót szerzett.
2019. május 26-án Trevor Story Colorado Rockies-beálló a Baltimore Orioles csapatával szemben kilenc játékrész alatt platinasombrerót szerzett. Egy nappal később, 2019. május 27-én Javier Báez Chicago Cubs-beálló a Houston Astros csapatával szemben megszerezte a pályafutása második platinasombreróját.
A profi mérkőzéseken beállított  egymérkőzéses strikeout-rekord Khalil Lee alsóbb ligás játékoshoz tartozik, 2017-ben a Lexington Legends csapatában egy huszonegy játékrészes mérkőzés alatt nyolc strikeoutot szedett össze.

### MLB-játékosok a legtöbb négy strikeoutos mérkőzéssel[17]
| † | A Baseball Hírességek Csarnokának tagja |
| ‡ | Aktív játékos                           |

| Játékos          | Mérkőzés | Forrás                                                      |
| ---------------- | -------- | ----------------------------------------------------------- |
| Ryan Howard      | 27       | Philadelphia Phillies                                       |
| Reggie Jackson†  | 23       | Oakland Athletics, New York Yankees, California Angels      |
| Chris Davis‡     | 22       | Texas Rangers, Baltimore Orioles                            |
| Jim Thome†       | 20       | Cleveland Indians, Philadelphia Phillies, Chicago White Sox |
| Adam Dunn        | 19       | Chicago White Sox, Cincinnati Reds                          |
| Bo Jackson       | 19       | Kansas City Royals, Chicago White Sox                       |
| Rob Deer         | 17       | Milwaukee Brewers, Detroit Tigers                           |
| Sammy Sosa       | 17       | Chicago Cubs, Texas Rangers                                 |
| Jose Canseco     | 16       | Texas Rangers, Oakland Athletics                            |
| Mark Reynolds‡   | 16       | Arizona Diamondbacks, St. Louis Cardinals                   |
| Dick Allen       | 15       | Philadelphia Phillies, Chicago White Sox                    |
| Andrés Galarraga | 15       | Montreal Expos, Colorado Rockies                            |
| Dave Kingman     | 15       | New York Mets, San Francisco Giants                         |

### Hat strikeoutos MLB-játékosok
| Játékos        | Dátum               | Játékrész | Csapat            | Eredmény |
| -------------- | ------------------- | --------- | ----------------- | -------- |
| Carl Weilman   | 1913. július 25.    | 15        | St. Louis Browns  | [ 18 ]   |
| Don Hoak       | 1956. május 2.      | 17        | Chicago Cubs      | [ 19 ]   |
| Rick Reichardt | 1966. május 31.     | 17        | California Angels | [ 20 ]   |
| Billy Cowan    | 1971. július 9.     | 20        | California Angels | [ 21 ]   |
| Cecil Cooper   | 1974. június 14.    | 15        | Boston Red Sox    | [ 22 ]   |
| Sam Horn       | 1991. július 17.    | 15        | Baltimore Orioles | [ 23 ]   |
| Alex Gonzalez  | 1998. szeptember 9. | 13        | Toronto Blue Jays | [ 24 ]   |
| Geoff Jenkins  | 2004. június 8.     | 17        | Milwaukee Brewers | [ 25 ]   |

## Fordítás
- Ez a szócikk részben vagy egészben  a   Golden sombrero című angol Wikipédia-szócikk ezen változatának fordításán alapul.  Az eredeti cikk szerkesztőit annak laptörténete sorolja fel. Ez a jelzés csupán a megfogalmazás eredetét és a szerzői jogokat jelzi, nem szolgál a cikkben szereplő információk forrásmegjelöléseként.